# Sidy Sarr
Sidy Sarr (5 juni 1996) is een Senegalees voetballer die bij voorkeur als offensieve middenvelder speelt. Hij tekende in 2018 bij LB Châteauroux.

## Clubcarrière
KV Kortrijk haalde Sarr in 2015 weg bij het Senegalse Mbour Petite Côté. Op 18 oktober 2015 debuteerde hij in de Jupiler Pro League tegen Sporting Charleroi. Hij viel na 80 minuten in voor Stijn De Smet. Op 30 april 2016 maakte de Senegalees zijn eerste competitietreffer tegen Standard Luik. Hij viel twee minuten voor affluiten in voor Kristof D'Haene en maakte in de extra tijd het enige doelpunt van de wedstrijd. Op 7 mei 2016 kreeg Sarr zijn eerste basisplaats in de uitwedstrijd tegen Moeskroen. In zijn eerste seizoen speelde hij tien competitiewedstrijden voor KV Kortrijk, waarin hij tweemaal scoorde.

## Clubstatistieken
| Seizoen | Club             | Land      | Competitie         | Wed. | Doelp. |
| ------- | ---------------- | --------- | ------------------ | ---- | ------ |
| 2015/16 | KV Kortrijk      | België    | Jupiler Pro League | 10   | 2      |
| 2016/17 | KV Kortrijk      | België    | Jupiler Pro League | 30   | 1      |
| 2017/18 | → LB Châteauroux | Frankrijk | Ligue 2            | 31   | 11     |
| 2018/19 | LB Châteauroux   | Frankrijk | Ligue 2            | 4    | 0      |
| 2018/19 | → FC Lorient     | Frankrijk | Ligue 2            | 16   | 0      |
| Totaal  | Totaal           | Totaal    | Totaal             | 91   | 14     |